# Sigurd Holter
Sigurd Holter (* 19. November 1886 in Halden; † 1. August 1963 in Oslo) war ein norwegischer Segler.

## Erfolge
Sigurd Holter, Mitglied des Kongelig Norsk Seilforening (KNS), wurde 1920 in Antwerpen bei den Olympischen Spielen in der 10-Meter-Klasse nach der International Rule von 1907 Olympiasieger. Er war Crewmitglied der Eleda, die als einziges Boot seiner Klasse teilnahm. Der Eleda, deren Crew außerdem aus Ingar Nielsen, Gunnar Jamvold, Peter Jamvold, Claus Juell und Ole Sørensen und Skipper Erik Herseth bestand, genügte mangels Konkurrenz in zwei Wettfahrten jeweils das Erreichen des Ziels zum Gewinn der Goldmedaille.